# A Year Without Rain (sång)
A Year Without Rain är det amerikanska bandet Selena Gomez & the Scenes andra singel från studioalbumet A Year Without Rain. Låten är skriven av Lindy Robbins och Toby Gad. Låten handlar i stort sett om hur mycket man kan sakna en person och att vara utan dem är som ett helt år utan regn. Låten finns även i en spansk version i deluxeversionen av albumet.

## Musikvideo
Musikvideon visades för första gången på Disney Channel i USA, strax efter premiären av filmen Camp Rock 2: The Final Jam. I musikvideon åker Selena Gomez ut till en öken i en bil tillsammans med sitt band och går sedan omkring där själv fram till slutet, då det börjar regna och personen hon sjunger om dyker upp.

## Tracklista
| 1. | A Year Without Rain | 3:54 |

| 2. | A Year Without Rain (Starlab Radio Mix) | 3:40 |

| 1. | A Year Without Rain (The Alias Club Mix)         | 6:24 |
| 2. | A Year Without Rain (Starlab Club Mix)           | 6:37 |
| 3. | A Year Without Rain (Fascination Club Mix)       | 6:36 |
| 4. | A Year Without Rain (EK Future Classic Club Mix) | 7:23 |

| 1. | A Year Without Rain (Single Mix)                    | 3:55 |
| 2. | A Year WIthout Rain (The Alias Radio Edit)          | 3:47 |
| 3. | A Year Without Rain (Starlab Radio Edit)            | 3:40 |
| 4. | A Year Without Rain (Fascination Anthem Radio Edit) | 3:36 |

| 1.  | A Year Without Rain (Video edit)                     | 3:27 |
| 2.  | A Year Without Rain (The Alias Club Mix)             | 6:24 |
| 3.  | A Year Without Rain (The Alias Radio Edit)           | 3:45 |
| 4.  | A Year Without Rain (Fascination Anthem Club Mix)    | 6:36 |
| 5.  | A Year Without Rain (Starlab Radio Edit)             | 3:39 |
| 6.  | A Year Without Rain (Starlab Club Mix)               | 6:37 |
| 7.  | A Year Without Rain (EK's Future Classic Club Mix)   | 7:21 |
| 8.  | A Year Without Rain (EK's Future Classic Radio Edit) | 4:07 |
| 9.  | A Year Without Rain (EK's Future Classic Dub)        | 9:22 |
| 10. | A Year Without Rain (Music video)                    | 3:27 |

| 1. | A Year Without Rain (Future Remix)    | 4:07 |
| 2. | Un Año Sin Ver Llover (Spanish remix) | 4:16 |
| 3. | A Year Without Rain (Edit)            | 3:21 |

| 1. | Un Año Sin Lluvia (Spanish-language version of "A Year Without Rain") | 3:30 |

## Andra versioner
- "A Year Without Rain" (Dave Aude Club Mix) - 8:29
- "A Year Without Rain" (Dave Aude Radio Edit) - 3:21

### Spanish remix
En spanskspråkig version av sången, med titeln "Un Año Sin Lluvia" släpptes via iTunes Store den 23 november 2010. Originalversionens skivomslag används även för den här versionen. Det släpptes även en musikvideo för den här versionen också.

## Singellistor
| Lista (2010)                         | Topplacering |
| ------------------------------------ | ------------ |
| Belgien (Ultratip Flanders)          | 3            |
| Kanada (Canadian Hot 100)            | 30           |
| Slovakien (IFPI)                     | 48           |
| Storbritannien (UK Singles Chart)    | 78           |
| Tyskland (Media Control AG)          | 56           |
| USA (Billboard Hot 100)              | 35           |
| USA (Billboard Hot Dance Club Songs) | 36           |

## Utgivningshistorik
| Region      | Datum              | Format              |
| ----------- | ------------------ | ------------------- |
| Kanada      | 7 september, 2010  | Digital nedladdning |
| USA         | 7 september, 2010  | Digital nedladdning |
| Australien  | 17 september, 2010 | Digital nedladdning |
| Belgien     | 17 september, 2010 | Digital nedladdning |
| Danmark     | 17 september, 2010 | Digital nedladdning |
| Finland     | 17 september, 2010 | Digital nedladdning |
| Nya Zeeland | 17 september, 2010 | Digital nedladdning |
| Portugal    | 17 september, 2010 | Digital nedladdning |
| Spanien     | 17 september, 2010 | Digital nedladdning |
| Schweiz     | 17 september, 2010 | Digital nedladdning |
| Sverige     | 17 september, 2010 | Digital nedladdning |
| Tyskland    | 12 november, 2010  | CD-singel           |